# She's the Boss
She's the Boss é o primeiro álbum solo de Mick Jagger, líder da banda de rock The Rolling Stones, lançado em 1985.

## Faixas
| N.º            | Título                | Compositor(es)              | Duração |  |
| 1.             | "Lonely at the Top"   | Mick Jagger, Keith Richards | 3:47    |  |
| 2.             | "1/2 a Loaf"          | Mick Jagger                 | 4:59    |  |
| 3.             | "Running Out of Luck" | Mick Jagger                 | 4:15    |  |
| 4.             | "Turn the Girl Out"   | Mick Jagger                 | 3:53    |  |
| 5.             | "Hard Woman"          | Mick Jagger                 | 4:24    |  |
| 6.             | "Just Another Night"  | Mick Jagger                 | 5:15    |  |
| 7.             | "Lucky in Love"       | Mick Jagger, Carlos Alomar  | 6:13    |  |
| 8.             | "Secrets"             | Mick Jagger                 | 5:02    |  |
| 9.             | "She's the Boss"      | Mick Jagger, Carlos Alomar  | 3:39    |  |
| Duração total: | Duração total:        | Duração total:              | 43:09   |  |

| Críticas profissionais | Críticas profissionais |
| Avaliações da crítica  | Avaliações da crítica  |
| Fonte                  | Avaliação              |
| ---------------------- | ---------------------- |
| Allmusic               | link                   |
| Robert Christgau       | C link                 |
| Rolling Stone          | link                   |

## Produção
- Produtores: Mick Jagger, Bill Laswell e Nile Rodgers
- Engenheiros: James Farber, Dave Jerden e Bill Scheniman